# (38772) 2000 RR9
2000 RR9 (asteroide 38772) é um asteroide da cintura principal. Possui uma excentricidade de 0.20537750 e uma inclinação de 4.04727º.
Este asteroide foi descoberto no dia 1 de setembro de 2000 por LINEAR em Socorro.